# Алумот
Алумот (ивр. אֲלֻמּוֹת‎, дословно — «Снопы») — кибуц на севере Израиля. Расположенный к югу от Галилейского моря, он находится под юрисдикцией регионального совета «Эмек-ха-Ярден». В 2020 году его население составляло 405 человек.

## История
Кибуц Алумот был образован в 1936 году группой выпускников сельскохозяйственной школы Бен-Шемен. В 1940 году группа переехала на временное место, известное как «Пория Алумот» (сейчас Пория-Илит). Они зарабатывали на жизнь сельским хозяйством и содержанием санатория «Бейт Алумот». В 1947 году они основали постоянное поселение на близлежащем холме с видом на Галилейское море и долину реки Иордан. Из-за нехватки воды, сельскохозяйственных земель и новых членов, кибуц был ликвидирован в 1969 году, но на следующий год был восстановлен репатриантами из Аргентины.
В 2008 году президент Шимон Перес посетил кибуц, который он помогал основывать, вместе со своими детьми. Там родилась дочь Переса Цвия. До создания государства Израиль Перес работал в кибуце пастухом и фермером.

## Экономика
В кибуце Алумот разводят домашний скот, а также управляют гостевым домом с пляжем и аквапарком.

## Население
По данным Центрального статистического бюро Израиля, население на начало 2020 года составляло 405 человек.

## Известные люди
- Шимон Перес, премьер-министр и президент[2].

## Галерея

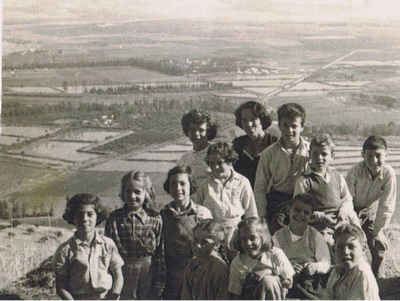
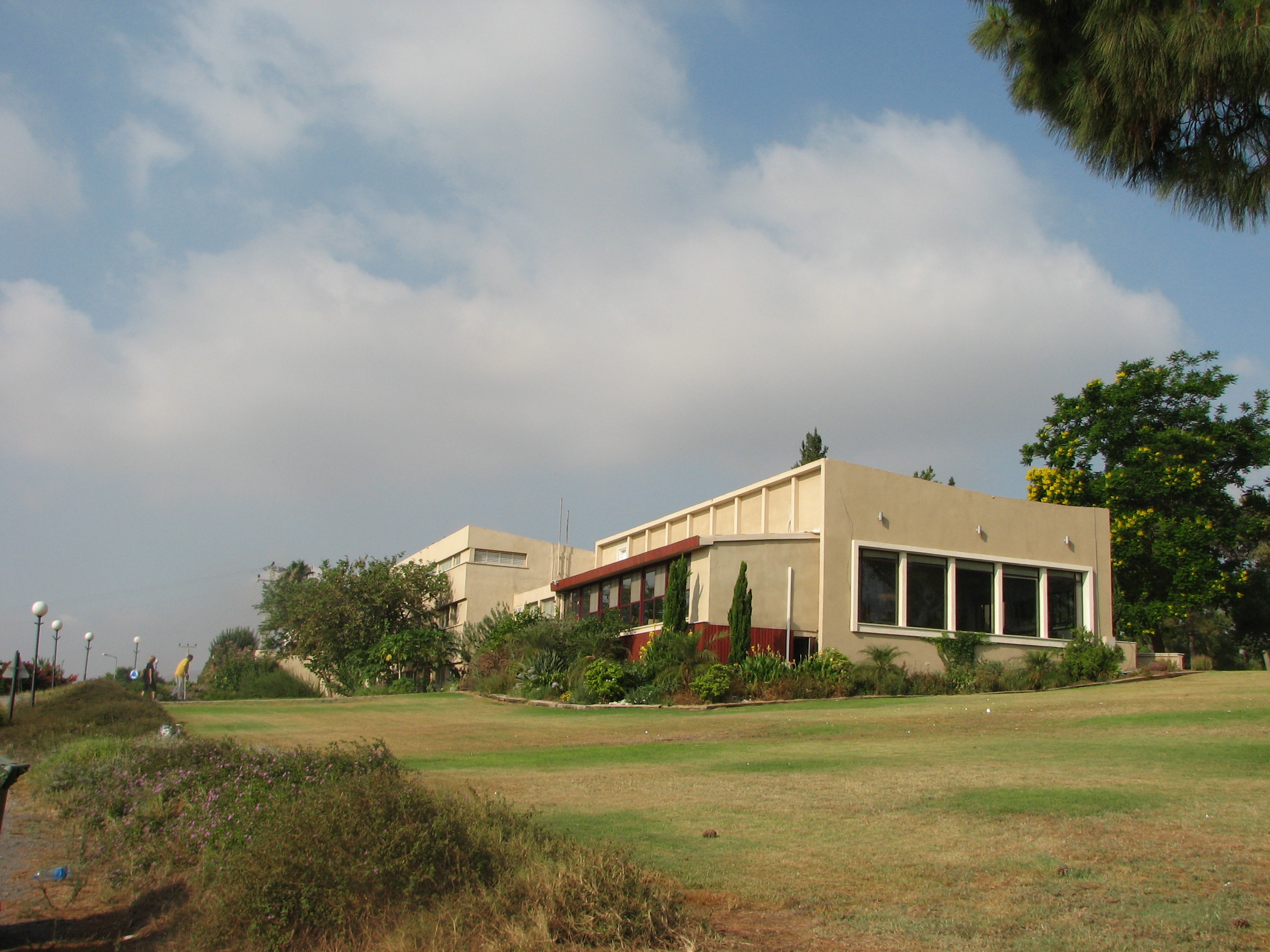
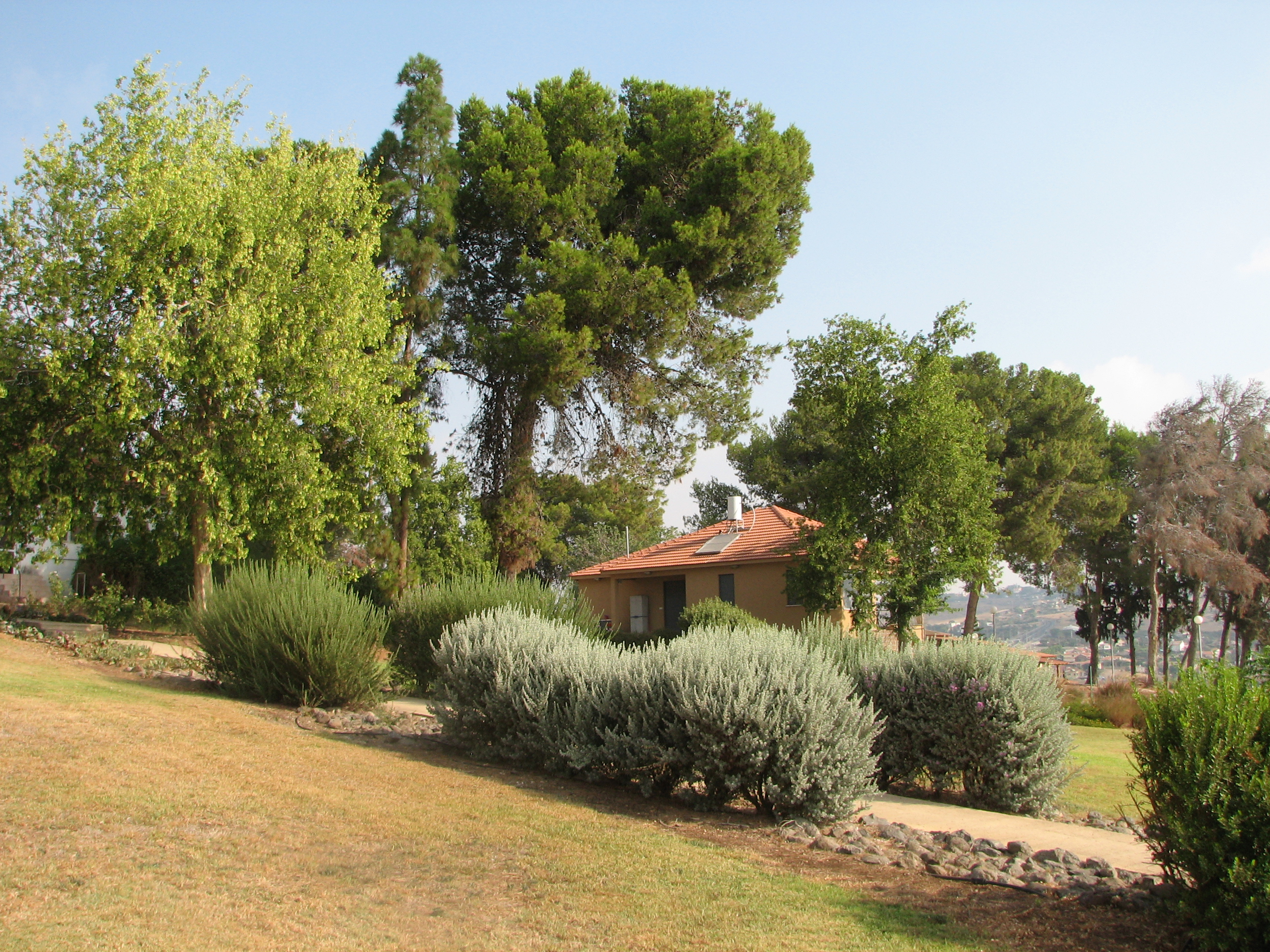
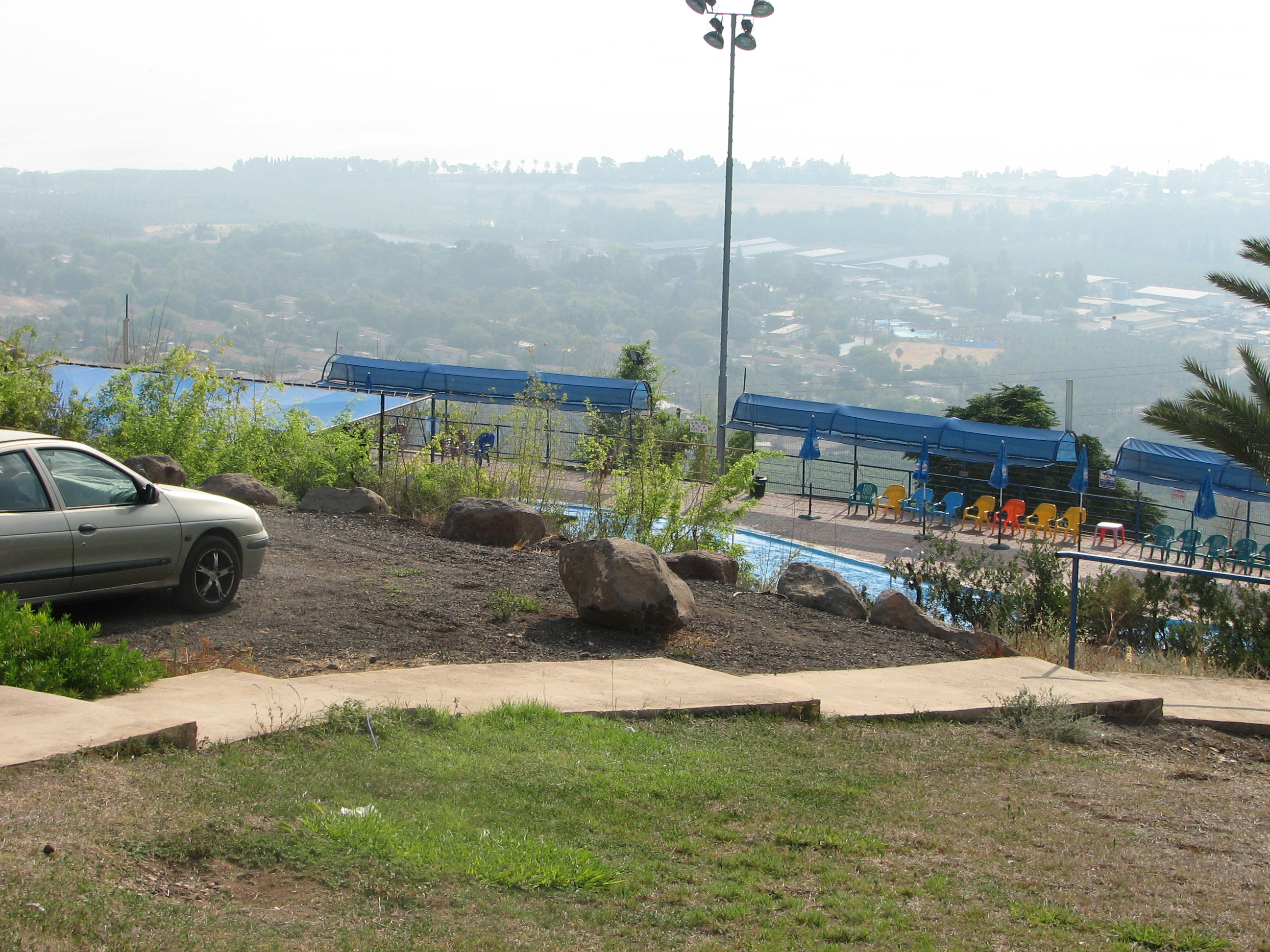
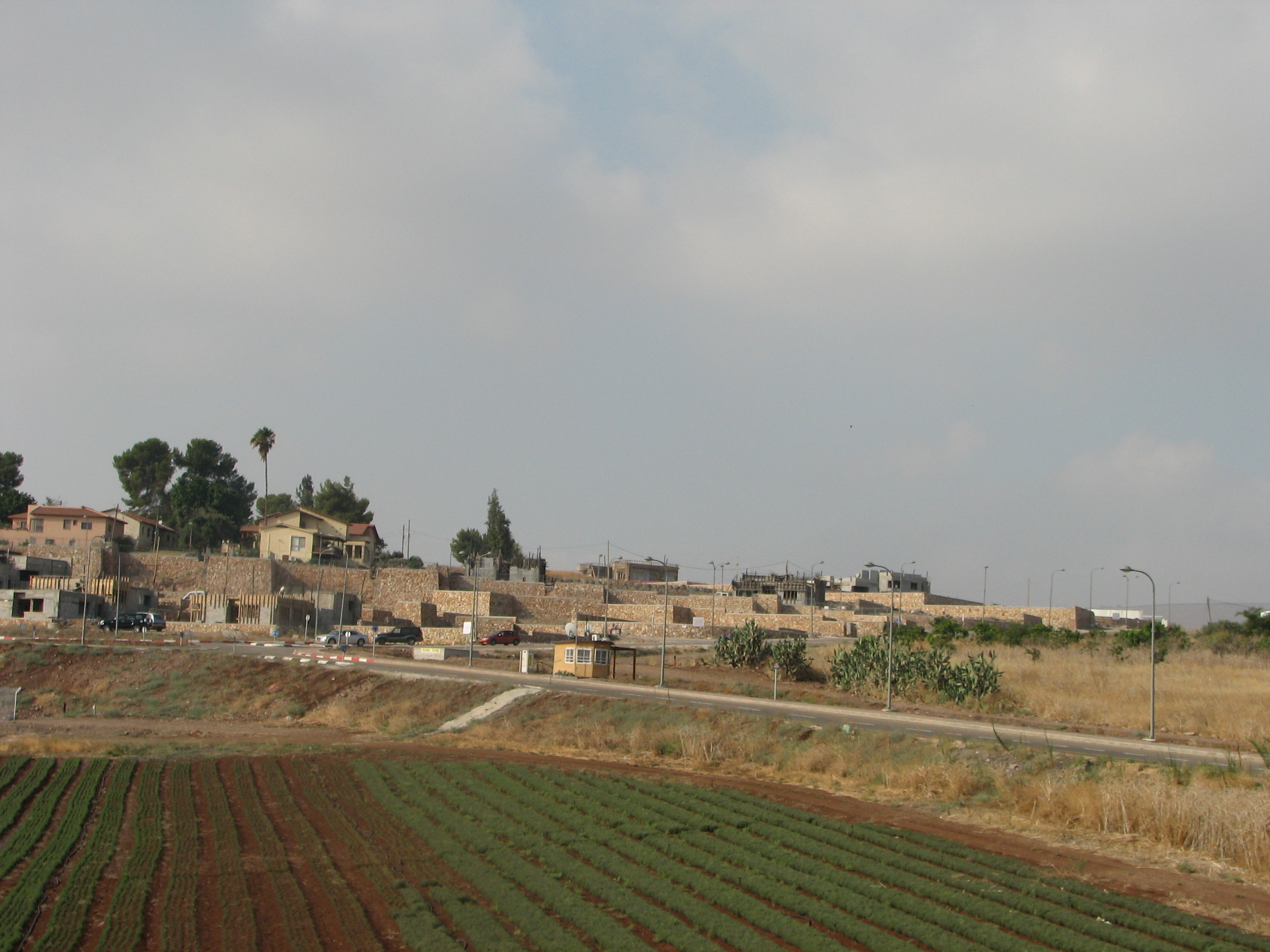
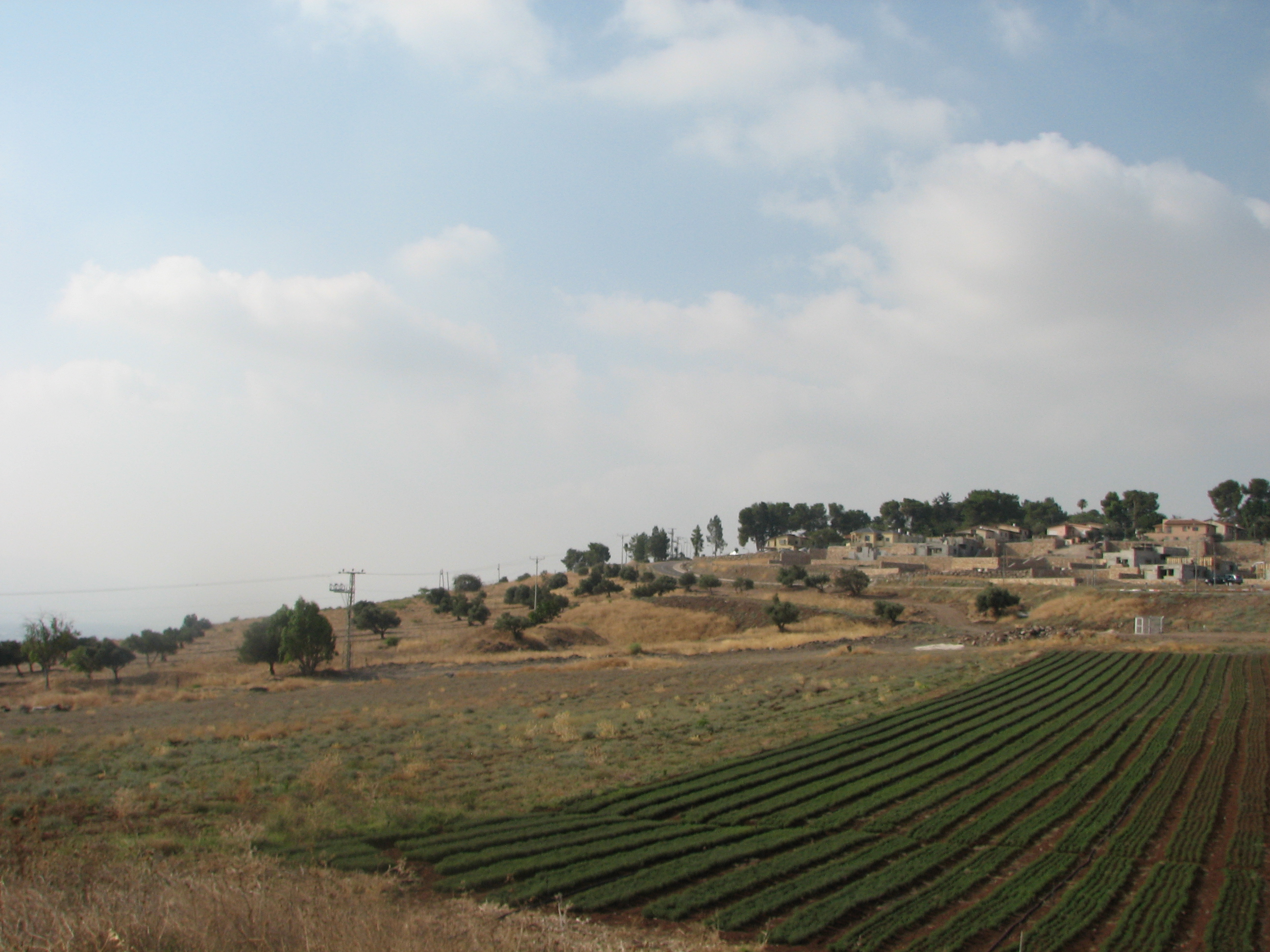
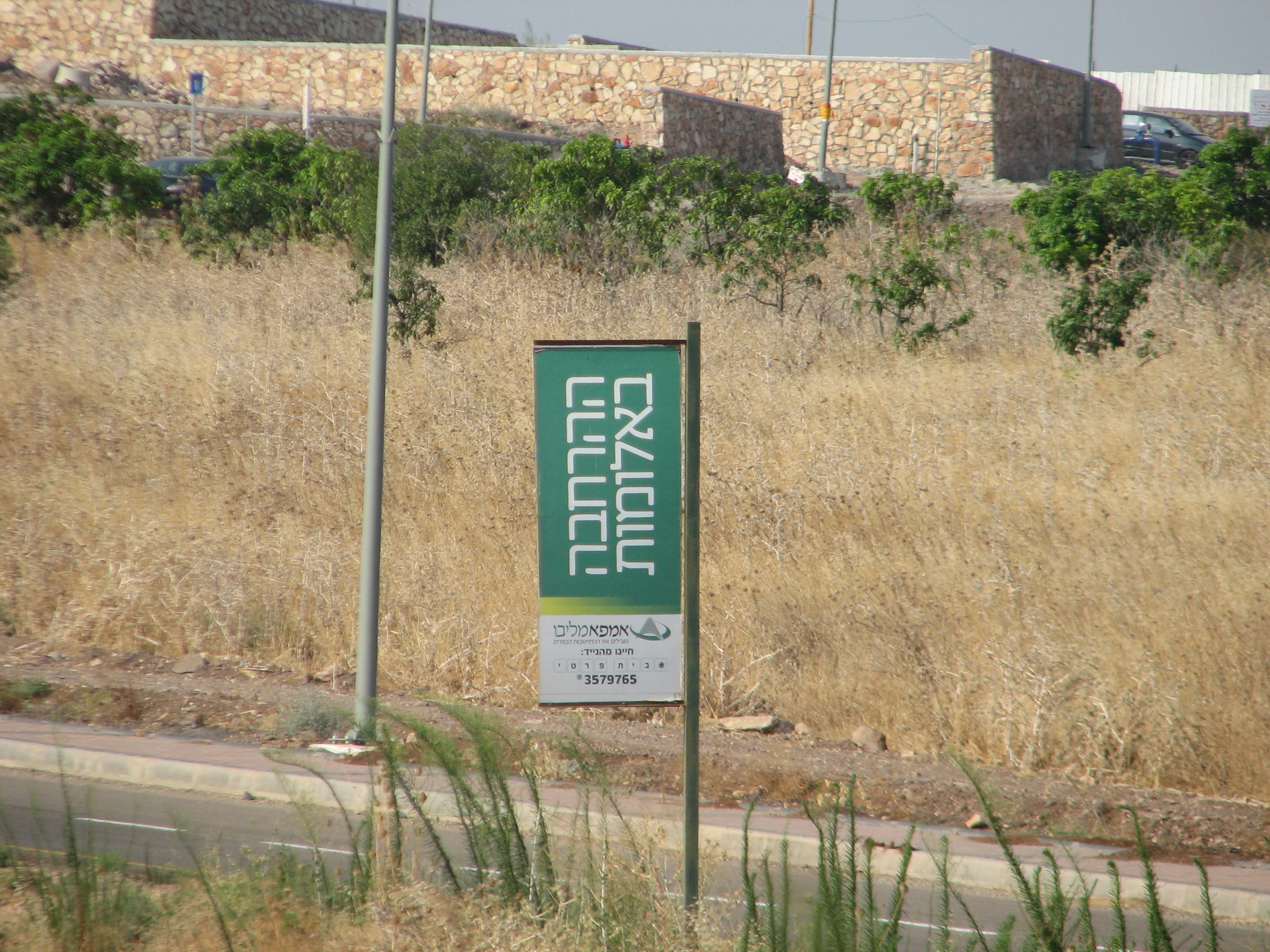